# The Don Killuminati: The 7 Day Theory
Albums de Tupac Shakur
All Eyez on Me
(1996) R U Still Down? (Remember Me)
(1997)
Singles
1. Toss It Up
Sortie : 26 septembre 1996
2. To Live & Die in L.A.
Sortie : 26 septembre 1996
3. Hail Mary
Sortie : 11 février 1997

The Don Killuminati: The 7 Day Theory est le cinquième et dernier album studio de Tupac Shakur, sorti le 5 novembre 1996 chez Death Row et Interscope. Sorti 2 mois après sa mort, publié sous son nouvel alias Makaveli, l'album a été enregistré durant le mois d’août, fini en 7 jours, un total de 21 morceaux ont été enregistrés mais uniquement 12 morceaux sont dans l'album. Ce sont les derniers enregistrements de Tupac avant son assassinat le 13 septembre 1996,,. L'album devait normalement sortir pour le mois de mars 1997 mais Suge Knight a décidé de le sortir quatre mois à l'avance, ce qui fait de Tupac le premier artiste avec 2 albums la même année no 1 des classements musicaux, le deuxième étant DMX (1998).
L'album s'est classé 1er au Billboard 200 et au Top R&B/Hip-Hop Albums, vendant 664.000 d'exemplaires la première semaines d'exploitations et a été certifié quadruple disque de platine par la Recording Industry Association of America (RIAA) le 15 juin 1999.
L'album est supporté par trois singles "Toss It Up", "To Live & Die In L.A.", et "Hail Mary".
Il s'est vendu à 5 millions d'exemplaires sur le territoire américain en 2013.

## Liste des titres
| No  | Titre                                                                     | Auteur                                                                                                   | Contient un (des) sample(s) de                                                                                                 | Durée |
| --- | ------------------------------------------------------------------------- | --- | --- | ----- |
| 1.  | Intro/Bomb First (My Second Reply) (featuring Young Noble et E.D.I. Mean) | Tupac Shakur, Big D, Malcolm Greenidge, Rufus Cooper                                                     | Da Funk de Daft Punk More Peas de Fred Wesley and The J.B.'s Uptown Anthem de Naughty by Nature Ambitionz Az a Ridah de 2Pac   | 4:57  |
| 2.  | Hail Mary (featuring Kastro, Young Noble, Yaki Kadafi & Prince Ital Joe)  | Tupac Shakur, Fetal Embrace, Yafeu Fula, Marika Kastrouni, Joe Paquette, Tyrone Wrice, Rufus Cooper      | Pocket Full of Stones de UGK                                                                                                   | 5:09  |
| 3.  | Toss It Up (Featuring Danny Boy, K-Ci & JoJo & Aaron Hall)                | Tupac Shakur, Aaron Hall, Danny Boy, Demetrius Meech Shipp, Cedric « K-Ci » Hailey, Joel « JoJo » Hailey | Grandma's Hands de Bill Withers Blind Man Can See It de James Brown In Doubt de Peter Gabriel                                  | 5:06  |
| 4.  | To Live & Die in L.A. (featuring Val Young)                               | Tupac Shakur, Val Young                                                                                  | Do Me, Baby de Prince | 4:33  |
| 5.  | Blasphemy (featuring Prince Ital Joe)                                     | Tupac Shakur, Joe Paquette, Tyrone Wrice                                                                 | Mea Culpa de Brian Eno et David Byrne The Lord's Prayer (extrait de la Bible)                                                  | 4:38  |
| 6.  | Life of an Outlaw (featuring Young Noble, E.D.I. Mean, Kastro & Napoleon) | Tupac Shakur, Big D, Malcolm Greenidge, Marika Kastrouni, Mutah Beale, Rufus Cooper                      | | 4:55  |
| 7.  | Just Like Daddy                                                           | Tupac Shakur, Malcolm Greenidge, Tyrone Wrice, Yafeu Fula, Rufus Cooper                                  | Impeach the President des Honey Drippers                                                                                       | 5:08  |
| 8.  | Krazy (featuring Bad Azz)                                                 | Tupac Shakur, Jamarr Stamps, Darryl Harper                                                               | | 5:15  |
| 9.  | White Man'z World (featuring Big D)                                       | Tupac Shakur, Darryl Harper                                                                              | Extraits de Malcolm X de Spike Lee Extraits de discours de Louis Farrakhan Up Where We Belong de Joe Cocker et Jennifer Warnes | 5:38  |
| 10. | Me and My Girlfriend                                                      | Tupac Shakur, Darryl Harper, Tyrone Wrice                                                                | | 5:10  |
| 11. | Hold Ya Head (Featuring Hurt M Badd)                                      | Tupac Shakur, Tyrone Wrice                                                                               | One Love de Whodini How Do You Keep the Music Playing? de James Ingram et Patti Austin                                         | 3:58  |
| 12. | Against All Odds                                                          | Tupac Shakur, Tyrone Wrice                                                                               | Skin I'm In de Cameo Extraits du Parrain de Francis Ford Coppola                                                               | 4:36  |